# Biosyntéza flavonoidů
Biosyntéza flavonoidů probíhá fenylpropanidovou metabolickou dráhou, ve které se aminokyselina fenylalanin přeměňuje na 4-kumaroyl-CoA. Tato přeměna může proběhnout navázáním malonyl-CoA za vzniku prekurzoru flavonoidové struktury, konkrétně skupiny sloučenin nazývané chalkonoidy, které obsahují dvě fenylová jádra. Konjugační uzavírání kruhu u chalkonů poté vede k tvorbě tricyklického flavonu. Proces dále pokračuje několika enzymatickými modifikacemi, kterými vznikají flavanony → dihydroflavonoly → antokyany. V této dráze může vznikat mnoho různých produktů, jako jsou flavonoly, flavan-3-oly, proantokyany (patřící mezi taniny) a řada jiných polyfenolických sloučenin.
Flavanoidy mohou obsahovat chirální atomy uhlíku, s čímž je třeba počítat při jejich analýze, protože má chiralita vliv na biologickou aktivitu či stereospecifitu enzymů.

## Enzymy
Do biosyntézy flavonoidů jsou zapojeny následující enzymy:
- antokyanidinreduktáza
- chalkonizomeráza
- dihydrokaempferol 4-reduktáza
- flavonsyntáza
- flavonoid 3'-monooxygenáza
- flavonolsyntáza
- flavanon 3-dioxygenáza
- flavanon 4-reduktáza
- leukoantokyanidinreduktáza
- leukokyanidinoxygenáza
- naringenin-chalkon syntáza

### Methylace
- apigenin 4'-O-methyltransferáza
- luteolin O-methyltransferáza
- kvercetin 3-O-methyltransferáza

### Glykosylace
- antokyanidin 3-O-glukosyltransferáza
- flavon 7-O-beta-glukosyltransferáza
- flavon apiosyltransferáza
- flavonol-3-O-glukosid L-rhamnosyltransferáza
- flavonol 3-O-glukosyltransferáza

### Další acetylace
- isoflavon-7-O-beta-glukosid 6"-O-malonyltransferáza